# Movemi
Movemi (Eigenschreibweise: movemi; vorheriger Name: Activ Fitness) betreibt Fitnessstudios und Fitnessparks und gehört zur Migros-Gruppe.

## Geschichte

### Fitnessparks
Ihren Anfang nahmen die Fitnessparks der Migros 1974 als M-Fit, einem Kursangebot der Klubschule Migros. Mit dem 1977 eröffneten Fitnesspark Tribschen in Luzern (2012 geschlossen, durch "Allmend" ersetzt) wurde erstmals eine Anlage mit Badebereich umgesetzt, die ausserhalb organisierter Kurse genutzt werden konnte. Diesem Muster folgte auch die 1978 in der Regensdorfer Zentrumsüberbauung eröffnete Anlage. Aktuell gibt es schweizweit 16 Anlagen.

### Activ Fitness
Das erste Fitnessstudio unter dem Namen Activ Fitness wurde 1984 durch Armin Fach in Erlenbach eröffnet. Als Betriebsgesellschaft für das 1989 eröffnete Studio in Meilen wurde im März 1988 die Activ-Fitness Meilen AG gegründet, gefolgt von Schwestergesellschaften. Die 1996 gegründete Activ Fitness Rüti AG betrieb das Geschäft des im Vorjahr übernommenen Einzelunternehmens Schneider Fitness in Rüti. Die in Zug ansässige Number One Fitness AG verlegte ihren Sitz 1999 nach Wädenswil und wurde im Folgejahr in Activ Fitness Wädenswil AG umbenannt. 1998 wurde die Activ Fitness Jona AG rückwirkend per Anfang Jahr mit der Meilemer Hauptgesellschaft fusioniert, welche sich fortan Activ Fitness AG nannte. Ebenfalls fusioniert wurden die verbliebenen Gesellschaften in Wädenswil (2005) und Rüti (2007). Das gesamte Unternehmen wurde Anfang April 2007 von der Genossenschaft Migros Zürich (GMZ) übernommen.
Die Expansion wurde unter der GMZ landesweit durch Neueröffnungen und Zukäufe intensiviert. Das Unternehmen zog 2012 von Meilen nach Stäfa um und eröffnete im selben Jahr den ersten Standort in der Romandie, in Fribourg. Für den Eintritt im Marktgebiet der Genossenschaft Migros Tessin wurde 2014 die Activ Fitness Ticino SA am Sitz der Migros Tessin in Sant’Antonino gegründet. Eröffnet wurde der erste Tessiner Standort in Losone im selben Jahr. Die Standortzahl stieg dadurch von 20 im Jahr 2013, über 30 im Jahr 2015, auf 40 im Jahr 2016, zusammenfallend mit einer Neueröffnung in Genf. Mittels Fusion absorbiert wurden 2015 die Club Pleine-Forme SA in Neuenburg und die form24 SA in Aigle. Per 9. Mai 2017 wurde die Silhouette Wellness SA mit Sitz in Meyrin und 22 Standorten im Genferseeraum und Zürich übernommen, deren vorläufig weitergeführte Marktauftritte «Silhouette» und «Pure» wurden bis Mitte 2018 in «Activ Fitness» überführt, und das Unternehmen absorbiert. Im vierten Quartal 2018 erfolgte der Umzug der Verwaltung von Stäfa nach Zürich in die sogenannte Vertex-Überbauung im Quartier Seebach.
Die 15 MFIT-Fitnesscenter der Genossenschaft Migros Ostschweiz wurden per 1. Januar 2020 übernommen und treten nun unter der Marke Activ Fitness auf. Migros-Fitnesspark, Migros-Fitnessclub und Only Fitness der Genossenschaft Migros Aare wurden per 1. Januar 2022 an die Movemi AG übertragen. Zum gleichen Zeitpunkt wurden die Fitnesscenter der Genossenschaft Migros Luzern (Fitnesspark, ONE Training Center, Only Fitness) sowie das Fitnesscenter der Genossenschaft Migros Waadt übernommen. Per 1. Januar 2024 wurden die drei Fitnessstudios und der Fitnesspark von der Genossenschaft Migros Basel übernommen. Durch diese Zusammenschlüsse und Neueröffnungen gibt es in der Schweiz insgesamt 121 Studios von Activ Fitness.
Im Zuge der Übernahme der Fitnessformate erhielt das Unternehmen Activ Fitness AG den neuen Namen Movemi AG (movemi [mu:vmi: ] ist eine Wortschöpfung aus englisch move und der Silbe mi). Gleichfalls rückwirkend zum 1. Januar 2022 hat sich die Genossenschaft Migros Zürich von ihrem Tochterunternehmen ACISO Fitness & Health GmbH, München, getrennt. Das Unternehmen ist in den Bereichen Betrieb von Premium-Fitnessanlagen ELEMENTS, Franchising und Beratung von Fitnessstudios tätig.

## Anteilseigner (Auswahl)
- Genossenschaft Migros Aare 22,06 %[13]